# Episodi di Samurai Jack (terza stagione)
La terza stagione della serie animata Samurai Jack, composta da 13 episodi, è stata trasmessa negli Stati Uniti, da Cartoon Network, dal 18 ottobre 2002 al 26 agosto 2003..
In Italia la stagione è stata trasmessa su Cartoon Network.
| nº (assoluto) | nº (stagione) | Titolo originale                              | Titolo italiano                                | Prima TV USA     | Prima TV Italia |
| ------------- | ------------- | --------------------------------------------- | ---------------------------------------------- | ---------------- | --------------- |
| 27            | 1             | Chicken Jack                                  | Jack pollo                                     | 18 ottobre 2002  |                 |
| 28            | 2             | Jack and the Rave                             | Jack e il RaveParty                            | 1 novembre 2002  |                 |
| 29            | 3             | Couple on a Train                             | Il buono, il cattivo e la bella                | 8 novembre 2002  |                 |
| 30            | 4             | Jack and the Zombies                          | Jack e gli zombie                              | 25 ottobre 2002  |                 |
| 31            | 5             | Jack and the Scarab                           | Jack in Egitto                                 | 22 novembre 2002 |                 |
| 32            | 6             | Jack and the Traveling Creatures              | Jack e le creature viaggiatrici                | 26 aprile 2003   |                 |
| 33            | 7             | Jack and the Annoying Creature                | Jack e la creatura                             | 3 maggio 2003    |                 |
| 34            | 8             | Jack and the Swamp Wizard                     | Jack e l'eremita                               | 10 maggio 2003   |                 |
| 35            | 9             | Jack and the Haunted House                    | Jack e la casa stregata                        | 17 maggio 2003   |                 |
| 36            | 10            | Jack, the Monks, and the Ancient Master's Son | Jack, i monaci e il figlio dell'antico maestro | 31 maggio 2003   |                 |
| 37            | 11            | The Birth of Evil: Part 1                     | Le origini di Aku (prima parte)                | 16 agosto 2003   |                 |
| 38            | 12            | The Birth of Evil: Part 2                     | Le origini di Aku (seconda parte)              | 16 agosto 2003   |                 |
| 39            | 13            | Jack and the Labyrinth                        | Jack e il labirinto                            | 26 agosto 2003   |                 |

## Jack pollo
Jack viene trasformato in pollo da un mago estremamente vendicativo. Un uomo ciccione e senza scrupoli cattura Jack e lo costringe a lottare contro avversari mostruosi in una serie di scommesse sulle lotte tra animali.

## Jack e il RaveParty
Quando Jack raggiunge un paese scopre che tutti i giovani si ritrovano nel bosco per dei RaveParty dove la musica di Aku li ipnotizza e costringe a commettere violenze e distruzioni. Jack si infiltra nel concerto per tentare di fermarlo.

## Il buono, il cattivo e la bella
Mentre viaggia su un treno "Old West-style", Jack è inseguito da un cacciatore di taglie di nome Ezekial Clench. Jack riesce a sfuggirgli ma viene ingannato dall'ex moglie di Clench, la bella ed infida Josephine.

## Jack e gli zombie
Il cammino di Jack lo porta in un cimitero. Assalito da guerrieri non-morti, Jack deve lottare contro la sua stessa spada... nelle mani di Aku!

## Jack in Egitto
Aku libera tre potentissimi seguaci di Seth (che come lui hanno l'aspetto di mostruosi sciacalli umanoidi). Solo un suo antico ricordo d'infanzia può permettere a Jack di ritrovare un medaglione magico ed evocare la divinità Ra per sconfiggere i mostri.

## Jack e le creature viaggiatrici
Il cammino di Jack conduce ad un lago misterioso quanto pericoloso. Le sole creature in grado di attraversarlo lo guidano verso un portale che lo riporterà nel passato; qua Jack incontra il guardiano che gli impedisce di passare. Dopo un epico scontro senza esclusione di colpi si capisce che non è ancora tempo che Jack attraversi il portale.

## Jack e la creatura
Nel continuare la sua missione, Jack viene seguito da una creatura fin troppo amichevole, che involontariamente ostacola ogni sua mossa.

## Jack e l'eremita
Jack incontra un eremita nella palude, che lo guida fino a raggiungere le tre gemme di Cronus, il leader dei Titani. Quando Jack le ottiene, l'eremita si rivela essere Aku, con l'intenzione di usare le gemme per liberare Cronus.

## Jack e la casa stregata
Jack durante il suo peregrinare capita in una casa stregata dove cerca di liberare dal potere di un demone malvagio la famiglia che vi abita.

## Jack, i monaci e il figlio dell'antico maestro
Jack scopre un tempio di monaci Shaolin. Questi sono disposti ad aiutarlo a trovare un portale del tempo.

## Le origini di Aku (prima parte)
Questo episodio racconta l'epica storia di come è nato Aku e di come si scontrò con il padre di Jack.

## Le origini di Aku (seconda parte)
È il seguito della storia precedente (la stessa che fu raccontata ad un giovane Jack nel primo episodio). In questa parte viene narrato come fu forgiata la spada con la quale il padre di Jack sconfisse Aku.

## Jack e il labirinto
Jack entra in un insidioso labirinto pieno di trappole all interno di una piramide, sapendo che li si trova un diamante che potrebbe inviarlo indietro nel tempo. Anche un altro ladro però è sulle tracce dello stesso tesoro e i due devono collaborare.